# Ley del péndulo
Consideremos un péndulo cuyo brazo mide l, en el campo gravitacional de intensidad g (usualmente: 9,81 m.s-2), y sujeto a pequeñas oscilaciones.

El período T de  
oscilación del péndulo es dado por la fórmula:

## Prueba
Sea θ el ángulo en radianes que hace el brazo con la vertical y m la masa del péndulo, al extremo de su brazo, que se mueve con la velocidad : v = l·θ'.
La energía cinética del péndulo es: 

(1){\displaystyle E_{c}={\frac {mv^{2}}{2}}={\frac {ml^{2}\theta ^{\prime 2}}{2}}}

Se puede tomar su energía potencial igual a: 

(2){\displaystyle E_{p}=-mgl\cos(\theta )}

Este sistema no pierde energía, por la suma de energía cinética y potencia es constante (3)

(3){\displaystyle E_{c}+E_{p}}

Al derivar (3) se obtiene:

(4){\displaystyle ml^{2}\theta ^{\prime }\theta ^{\prime \prime }+mgl\theta ^{\prime }\sin(\theta )=0}

Se puede simplificar (4) por m·l (no nulos) y por θ' (no idénticamente nulo), lo que da:

(5){\displaystyle l\theta ^{\prime \prime }+g\sin(\theta )=0}

Como se supone que θ es siempre pequeño, se puede reemplazar sen θ por θ cometiendo un error del orden de θ3 (porque sin θ = θ + O(θ3)).
Entonces (5) equivale a:

(6){\displaystyle l\theta ^{\prime \prime }+g\theta =0} o sea {\displaystyle \theta ^{\prime \prime }=-\left(g/l\right)\theta }

Un movimiento oscilatorio sigue la ley 

{\displaystyle \theta =\theta _{M}\sin(\omega t+\phi )}

lo que implica que 

(7){\displaystyle \theta ^{\prime \prime }=\omega ^{2}\theta }

donde {\displaystyle \omega }es la velocidad angular de la ley y {\displaystyle \theta _{M}} el ángulo máximo.
Identificando (6) y (7) se obtiene 
{\displaystyle \omega ^{2}={\frac {g}{l}}}, es decir {\displaystyle \omega ={\sqrt {\frac {g}{l}}}}.
Concluimos recordando que {\displaystyle T={\frac {2\pi }{\omega }}}.
- Datos: Q5974404